# John Vlissides
John Vlissides (John Matthew Vlissides), född 2 augusti 1961, död 24 november 2005 (hjärntumör), var en av GoF, det vill säga en av författarna till boken Design Patterns.